# Android (film)
Android is een sciencefictionfilm uit 1982 van Aaron Lipstadt met Klaus Kinski in de hoofdrol als dokter Daniel.